# Joan Creus Custodio
Joan Creus Custodio (Granollers, 11 gennaio 1992) è un ex cestista spagnolo.
È il figlio dell'ex cestista Joan Creus Molist.

## Palmarès
- Campionato spagnolo: 1

Barcellona: 2011-12